# 85773 Ґутбецаль
85773 Ґутбецаль (85773 Gutbezahl) — астероїд головного поясу, відкритий 25 жовтня 1998 року.
Тіссеранів параметр щодо Юпітера — 3,486.